# Kluszczany
Kluszczany (biał. Клюшчаны, Kluszczany; ros. Клющаны, Kluszczany) – wieś na Białorusi, przy granicy z Litwą. Znajduje się w rejonie ostrowieckim obwodu grodzieńskiego.
Siedziba rzymskokatolickiej parafii św. Joachima w Kluszczanach.

## Historia
Pod zaborami i w II Rzeczpospolitej miasteczko. W XIX i w początkach XX w. położone były w Rosji, w guberni wileńskiej, w powiecie zawilejskim/święciańskim. Po I wojnie światowej pod administracją polską, w Zarządzie Cywilnym Ziem Wschodnich. W latach 1920–1922 w składzie Litwy Środkowej.
Od 11 kwietnia 1922 leżały w Polsce, w województwie wileńskim, w powiecie święciańskim, do 11 kwietnia 1929 w gminie Łyntupy, następnie w gminie Żukojnie.
Przed II wojną światową mieścił się tu folwark polskiej książęcej rodziny Swolkieniów Szajkuny. W czasie wojny jego mieszkańcy: Edward Swolkień (ps. „Sasza” albo „Saszka”), jego siostra Anna Szendzielarz (z domu Swolkień) wraz z mężem Zygmuntem Szendzielarzem (rtm./mjr, ps. „Łupaszko”) działali w Armii Krajowej. Do dziś przetrwała kaplica grobowa rodziny Swolkieniów (wzniesiona w 1840), natomiast dwór (XVII–XIX w.) został zniszczony. Pozostałością po nim jest park.
Po II wojnie światowej w granicach Związku Sowieckiego. Od 1991 w niepodległej Białorusi. 6 czerwca 2017 r. spłonął drewniany neogotycki kościół św. Joachima z 1726 roku.
Z miejscowości pochodzi Adolf Klimowicz, białoruski działacz państwowy, dziennikarz i wydawca.

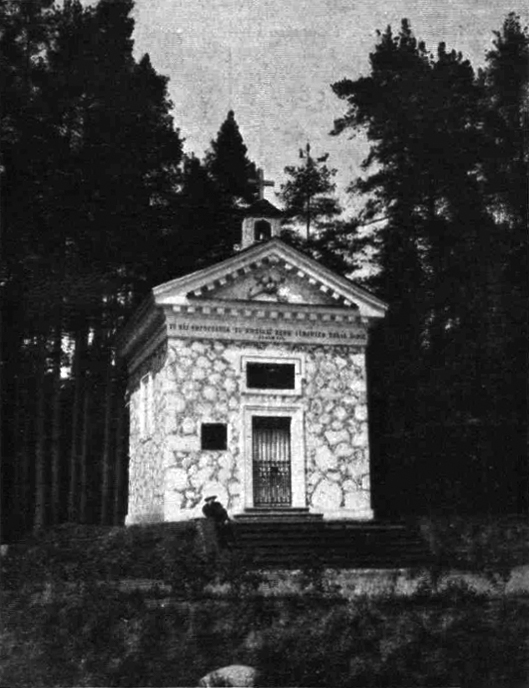
Kaplica grobowa Swolkieniów w 1912 r.

## Inne nazwy
- Udokumentowane zniekształcenia nazwy dworu: Szapuny (r. 1913), Szeikun (r. 1914)[12]
- Udokumentowane zniekształcenia nazwy wsi: Kluszczane[7]